# Ulse Sogn
Ulse Sogn er et sogn i Tryggevælde Provsti (Roskilde Stift).
I 1800-tallet var Øster Egede Sogn anneks til Ulse Sogn. Begge sogne hørte til Fakse Herred i Præstø Amt. Trods annekteringen dannede de hver sin sognekommune. Ved kommunalreformen i 1970 blev både Ulse og Øster Egede indlemmet i Rønnede Kommune, der ved strukturreformen i 2007 indgik i Faxe Kommune.
I Ulse Sogn ligger Ulse Kirke.
I sognet findes følgende autoriserede stednavne:
- Gammel Køge (bebyggelse)
- Nielstrup (bebyggelse, ejerlav)
- Nielstrup Hestehave (bebyggelse)
- Ny Køge (bebyggelse)
- Olstrup (bebyggelse, ejerlav)
- Skoverup (bebyggelse, ejerlav)
- Skovhuse (bebyggelse)
- Sokkemose (bebyggelse)
- Ulse (bebyggelse, ejerlav)
- Ulsegård (landbrugsejendom)